# Álgebra estrela
Em matemática, uma operação * (ou operação "estrela") sobre um anel * é uma operação sobre um anel que comporta-se similarmente a conjugação complexa sobre os números complexos. Uma operação * sobre uma álgebra * (ou álgebra estrela) é uma operação sobre uma álgebra sobre um anel * que comporta-se similarmente a tomar adjuntos em {\displaystyle GL_{n}(\mathbb {C} )}.

## Anel *
Em matemática, um anel * é um anel associativo juntamente com uma operação * : A → A que é um anti-homomorfismo e uma involução.
De forma mais precisa, exige-se que * satisfaça as seguintes propriedades, para quaisquer x e y em A:
- {\displaystyle (x+y)^{*}=x^{*}+y^{*}}
- {\displaystyle (xy)^{*}=y^{*}x^{*}}
- {\displaystyle 1^{*}=1}
- {\displaystyle (x^{*})^{*}=x}

Iste tipo de anel também é chamado de anel involutivo e anel com involução. Note que o terceiro axioma é, na verdade, redundante, pois o segundo e o quarto axioma implicam que {\displaystyle 1^{*}} também é uma identidade, e as identidades são únicas.
Os elementos que satisfazem a igualdade {\displaystyle x^{*}=x} são chamados de autoadjuntos ou Hermitianos.
É possível definir uma forma sesquilinear sobre qualquer anel *.

## Exemplos
- O exemplo mais conhecido de álgebra estrela é o corpo dos números complexos C em que a operação * é simplesmente a conjugação complexa.
- Outro exemplo é a álgebra de matrizes n×n sobre C em que a operação * é dada pela conjugação e transposição das matrizes.